# Ancistrocerus quebecensis
Ancistrocerus quebecensis är en stekelart som beskrevs av Cameron 1906. Ancistrocerus quebecensis ingår i släktet murargetingar, och familjen Eumenidae. Inga underarter finns listade i Catalogue of Life.